# Ross-on-Wye
Ross-on-Wye (kymriska Rhosan ar Wy) är en småstad och civil parish, som hade  10 089 invånare år 200, i sydöstra Herefordshire i England. Staden ligger vid floden Wye och i norra utkanten av Forest of Dean. Den är känd för sina antikaffärer, sin marknadsplats och sina många pubar.
I Ross-on-Wye föddes den brittiska turismen. Kyrkoherden John Egerton började ta med sig vänner på båtturer 1745, och 1782 publicerade William Gilpin boken Observations on the River Wye, som var Storbritanniens första illustrerade reseguide. Det ledde till att efterfrågan på båtturer ökade, och 1808 fanns åtta båtar som gjorde regelbundna utflykter längs floden. 1850 hade mer än 20 reseberättelser från området publicerats.
Marknader hålls på torsdagar och lördagar i Market House, byggd mellan 1650 och 1654 i röd sandsten. Den 700 år gamla kyrkan St. Mary's är stadens mest framträdande landmärke, och dess torn syns när man närmar sig staden från alla riktningar. I kyrkan finns flera säregna gravar; en av dem är William Rudhalls (död 1530), som smyckas av en av de sista alabasterskulpturerna från de medeltida skulptörerna i Nottingham. Väster om staden ligger de restaurerade ruinerna av Wilton Castle.